# Paddy Ridsdale
Dame Victoire Evelyn Patricia Ridsdale DBE, geb. Victoire Evelyn Patricia Bennett genannt Paddy Ridsdale (* 11. Oktober 1921 in London; † 16. Dezember 2009 ebenda) war eine britische Geheimdienstmitarbeiterin. Sie war während des Zweiten Weltkriegs die Sekretärin von Ian Fleming und möglicherweise die Inspiration für die literarische Figur der Miss Moneypenny in seinen James-Bond-Romanen.

## Werdegang und Werk
Bennett studierte an der Sorbonne in Paris Architektur. 1939 bekam sie einen Job beim britischen Marine-Nachrichtendienst (British Naval Intelligence Department). Sie arbeitete als einzige Frau für sieben Offiziere im Room 39. Einer der Offiziere war Ian Fleming. Chef der Abteilung war Admiral John Henry Godfrey, der Fleming zur Romanfigur „M“ inspirierte. Nach ihrer Heirat mit Julian Ridsdale verließ sie 1942 den Nachrichtendienst, war aber weiterhin an der Operation Mincemeat, einem sehr erfolgreichen Täuschungsmanöver der Briten während des Zweiten Weltkriegs, beteiligt. Nach eigenen Aussagen musste sie die Freundin des für diese Operation eigens geschaffenen fiktiven Major Martin darstellen, ihm Kleidung besorgen und ihm Telegramme senden. Nach Denis Smyth war Ridsdale auch Autorin der Liebesbriefe an Major Martin. Die in diesen Briefen vorgetäuschte Leidenschaft soll ihren frischgetrauen Mann ziemlich eifersüchtig gemacht haben. Nach Ben Macintyre schrieb Hester Leggett diese Briefe.
Nach dem Krieg arbeitete Ridsdale als Parteisekretärin im Wahlkreis Harwich ihres Mannes.
Von 1978 bis 1991 war Ridsdale Vorsitzende der  Conservative Wives Association.
Ridsdale war möglicherweise die Inspiration für die von Fleming in seinen Romanen geschaffene Figur der Miss Moneypenny. Außer Ridsdale kommen dafür unter anderem noch Margaret Priestley und Joan Astley in Betracht.
Ridsdale bestritt irgendwelche Gefühle für Fleming empfunden zu haben und sagte, dass sie nie von seinem Charme eingenommen war.

## Familie
Ridsdale war seit 1942 mit dem Politiker und Parlamentsabgeordneten Sir Julian Ridsdale (8. Juni 1915 bis 21. Juli 2004) verheiratet. Nach ihrem Tod 2009 hinterließ sie eine Tochter, Lady Penny Newall.

## Ehrungen
Durch den Ritterschlag ihres Mannes 1981 wurde sie Lady Ridsdale. 1991 wurde sie für ihr politisches Engagement selbst als Dame Commander of the Order of the British Empire in den Adelsstand erhoben.

## Zitate
Über Ian Fleming sagte Ridsdale:

„[Fleming was] very attractive, but with a great hardness in him“

„[Fleming war] sehr attraktiv, aber mit einer großen Härte in sich.“

„[He] had so many girlfriends that I was not tempted to become one of them“

„[Er] hatte so viele Freundinnen, so dass ich nicht in Versuchung geriet eine davon zu werden.“